# Schott Tigri
Der Schott Tigri (französisch Chott Tigri) oder Tigri ist ein Schott (vom arabischen شط, DMG šaṭṭ ‚Küste/Ufer/Düne‘, aus šṭṭ „überschreiten, abweichen“) im Südosten von Tendrara im Norden der Randkette des östlichen Hohen Atlas in Marokko, etwa 90 km nördlich von Figuig. Die Sebkha, die sich dort befindet, wird Sebkha Tigri genannt.

## Geographie
Der Schott Tigri bildet eine Senke mit einer West-Ost-Ausdehnung von etwa 60 km und einer Nord-Süd-Ausdehnung von 30 km, die im Westen und Norden von einer Reliefzone begrenzt wird, die sich nach Osten zu Algerien hin schließt. Im Südwesten (Jbel Lakhdar) und im Süden (Jebel Bouarfa) grenzen Erhebungen an die Senke an, die im Überlappungsbereich des Nordrands des Atlasgebirges liegen.
Der Schott Tigri nimmt nur sehr wenige kleine Flüsse auf. Er besteht aus einer Reihe von kreisförmigen, ineinander verschachtelten Terrassen, deren Durchmesser und Höhe allmählich abnehmen und von denen die unterste eine zentrale Vertiefung mit dem Salzsee der Sebkha Tigri umgibt. Die große Mulde des Schott mit steilen Rändern und zerklüfteten Konturen ist 60 km lang und 20 km breit. Sie verläuft in etwa von Ost nach West am Fuße des Hochlandes und ihre Ränder liegen auf einer recht konstanten Höhe von etwa 1350 Metern. Die zentrale Vertiefung liegt bei 1148 m, der höchste Punkt am Rand der Senke bei 1383 m. Die verschiedenen Terrassen liegen auf einer relativen Höhe von 27, 98, 117, 191 und 227 m über dem Boden der zentralen Senke.

## Geschichte
Bei der Schlacht am Schott Tigri am 26. April 1882 standen 300 französische Fremdenlegionäre 8000 lokalen Aufständischen gegenüber. 2 Offiziere und 49 Legionäre wurden dabei getötet; 2 Offiziere und 26 Legionäre verwundet. Der Schott Tigri war später Gegenstand der Forschungen von Émile-Félix Gautier und Robert Capot-Rey.